# 圣雷米昂罗拉
圣雷米昂罗拉（法語：Saint-Rémy-en-Rollat），又译"罗拉地区圣雷米"，是法国阿列省的一个市镇，位于该省南部偏东，属于维希区（Vichy）。该市镇的总面积为20.84平方公里，2009年时的人口为1,706人。

## 人口
圣雷米昂罗拉人口变化图示
| 数据来源：INSEE |